# 印度孔雀龜
印度孔雀龜（Morenia petersi），又名印度沼龜，是一個在印度東北部及孟加拉被發現的龜種（在印度西部比哈爾邦亦有分佈 ）。 其名字是由德國爬蟲學家威廉·彼得斯（1815-1883）的名字而命名。 

## 形態
印度孔雀龜是緬甸孔雀龜的近親，但口鼻部較後者為尖，相對有較長的吻部。甲殼是綠、黑色的，每塊甲殼都有一條狹窄的黃線。 最後四塊甲殼的兩端指向前方，並有一條呈馬蹄狀的黃色線。印度孔雀龜有一對的眼狀花紋在相當低的位置，形成一條狹窄的黃線，上面是一些不規則的環形線。頸部和每塊甲的邊緣有一條狹窄的黃線，頭部亦有黃線分佈，從鼻孔延伸到頸部。
腹甲為黃色。雄性龜隻成年後的殼長度最多為5（約12厘米）英寸，雌性可以的殼長度最多為8（約20厘米）英寸。

## 繁殖
印度孔雀龜的交配期在冬季的幾個月裡，大概是四月至五月左右的時間，雌龜大多會產下兩隻蛋，蛋的體積約有34.6-35厘米×22厘米。 

## 保育現況
印度孔雀龜原屬CITESIII，而於第16屆《瀕危野生動植物種國際貿易公約》締約國大會中，等級則被上調至CITESII。而日本則有小量人工繁殖的個體，但因繁殖數量稀少，現時亦難以在市面看見。